# Ульрикаб, Авраам

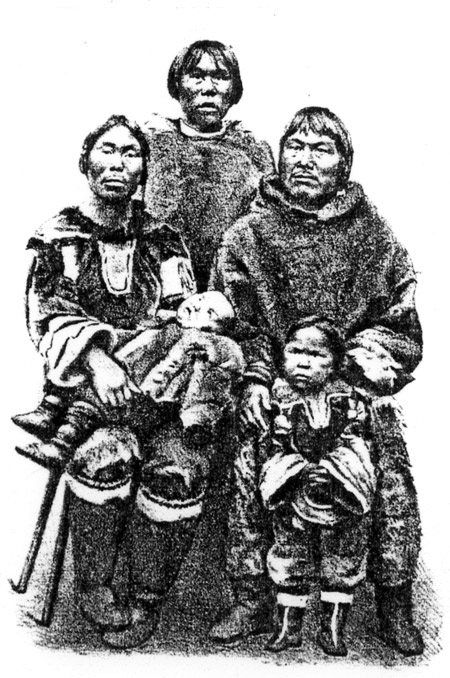
Семья Авраама Ульрикаба

Авраам Ульрикаб (англ. Abraham Ulrikab; ок. 1845 — 13 января 1881) — эскимос, живший недалеко от миссии Моравской церкви Хеврон в Лабрадоре (в настоящее время провинция Ньюфаундленд и Лабрадор в Канаде), который вместе со своей семьёй был доставлен в Европу в 1880 году как живой экспонат человеческого зоопарка и выставлялся напоказ в Гамбурге, а затем и в других городах Германии и Европы.

## История
Вместе с женой, двумя дочерьми и четырьмя другими эскимосами согласился стать «достопримечательностью» в Гамбургском зоопарке. 26 августа 1880 года все восемь эскимосов Лабрадора сели на борт шхуны Eisbär («Белый медведь»), чтобы служить живыми экспонатами выставки и наглядно демонстрировать повседневную жизнь эскимосов канадского севера. По словам работников зоопарка, они должны были просто ходить, говорить, носить одежду из меха (анорак) и бросать гарпуны, чтобы зарабатывать себе на жизнь.
Восемь эскимосов принадлежали к двум семьям. Их приблизительный возраст по прибытии в Европу был следующим:
- Семья Ульрикаба:
  - Авраам, 35 лет;
  - Ульрике, его жена, 24 года;
  - Сара, дочь, 4 года;
  - Мария, дочь, в младенческом возрасте;
  - Тобиас, неженатый племянник Ульрике, 20 лет.
- Другая семья, чья фамилия неизвестна:
  - Террианиак, отец, около 40 лет;
  - Паинго, его жена, около 50 лет;
  - Ноггасак, их дочь-подросток.

Ульрикаб был обучен грамоте, хорошо играл на скрипке и был набожным христианином. Он стал неформальным лидером всей группы и согласился на эту поездку ради того, чтобы погасить долг в 10 фунтов стерлингов перед Моравской миссией в Хевроне. В течение нескольких недель после прибытия в Европу и заселения в зоопарк эскимосы поняли, что совершили ошибку, приехав сюда.
Они прибыли в Гамбург 24 сентября 1880 года и сразу же были выставлены на обозрение в зоопарке. 2 октября 1880 года они переехали в Берлинский зоопарк, где оставались до 14 ноября 1880 года, а затем были отправлены в турне по Европе. Им должны были сделать прививки против оспы ещё до выезда из Канады, но в Хевроне для этого не было никаких средств; привить их должны были немцы, которые по какой-то причине этого не сделали. Когда первые из эскимосов заболели, врачи неправильно поставили им диагноз, определив его как неопасную болезнь. Лишь после смерти трёх из них оставшимся в живых сделали прививку 1 января 1881 года, но было уже слишком поздно. К 16 января 1881 года, через пять месяцев после прибытия, все они были мертвы.
Ульрикаб вёл дневник, записи в котором он делал на родном языке инуктитут; он был в числе вещей Авраама, которые были отправлены обратно в Моравскую миссию в Хевроне после его смерти. В дневнике он подробно описал тяготы и унижения, которые каждый из эскимосов перенёс в Европе, в том числе страшные избиения Тобиаса собачьей плетью, которым его подвергал их «хозяин», Адриан Якобсен, норвежский этнограф и предприниматель, который и организовал их приезд в Европу.
Авраам умер 13 января; его жена Ульрике, последняя из привезённых эскимосов, умерла 16 января 1881 года. Расположение их могил неизвестно.